# Katastrophentourismus
Der Katastrophentourismus, auch Dark tourism oder Schwarzer Tourismus genannt, ist definiert als die Anreise von Schaulustigen zu Orten, an denen es zu Tragödien kam. Voraussetzung für diese Art des Tourismus ist, dass die Menschen nicht mit der Intention des Helfens angereist sind, sondern aus Neugier. Solche Reisen gehören zum Individualtourismus, da Unternehmen solche Reisen in der Regel nicht anbieten. Hierbei gibt es Ausnahmen, wie zum Beispiel in Tschornobyl oder der umliegenden Stadt Prypjat. Dort bieten ukrainische Agenturen Führungen für Urlauber an.
Ob diese Art von Tourismus legal ist oder nicht, kommt auf die Gesetzeslage der verschiedenen Staaten an.

## Erklärungsansätze
Einen Grund sehen Psychologen im Sensation Seeking. Der Medienpsychologe Frank Schwab sagte zu diesem Phänomen: „Es handelt sich um Menschen, die nach Sensationen dürsten“, für diese Neigung gebe es eine erbliche Komponente. Sie sei auch geschlechtsspezifisch, da vor allem Männer in der Pubertät bis zum Alter von 25 Jahren, die einen höheren Testosteron-Spiegel haben, bereit seien, höhere Risiken einzugehen. „Manchen Menschen reicht es nicht, gefährliche Situationen im Fernsehen zu beobachten. Sie müssen selbst hinfahren, um den Kick zu spüren.“
Der Sensationalismus ist dabei nicht der einzige Grund für den Katastrophentourismus. Weitere Gründe sind, dass viele Menschen tendenziell psychisch, aber auch körperlich herausfordernde Erlebnisse suchen. Andere möchten etwas aus der Geschichte lernen oder über die Geschichte eines Landes erfahren. Für einige Touristen hat dies einen emotionalen Hintergrund, da man sich an solchen Orten mit dem Leid der Bewohner konfrontiert sieht.
Ein Beispiel hierfür ist das KZ Auschwitz. Viele Touristen nutzen die Gelegenheit, um sich mit dem Leid des Judentums auseinanderzusetzen, wobei ein aufregendes Erlebnis nicht intendiert ist. Ein weiterer Grund liegt darin, dass man die Erinnerung an diese Katastrophen nicht verblassen lassen möchte, da sie oft an menschliche Fehler erinnern. Im Generellen ist der Sensationalismus ein häufiger Grund für den Katastrophentourismus. Vor allem wenn es darum geht, Orte zu besuchen, bei denen die Katastrophe erst kürzlich vorgefallen ist. In den meisten Fällen sind die Untersuchungen nicht abgeschlossen und ein Lerneffekt daher nicht vorhanden. Hier geht es oft nur um die Wirkung der Katastrophe auf die Person.

## Historisches Auftreten
Die Anfänge des Katastrophentourismus sind auf den Beginn des konventionellen Tourismus zurückzuführen. Der Ursprung des Tourismus im heutigen Sinne wiederum ist auf die Entwicklung der Dampfmaschine durch James Watt im Jahr 1765 zurückzuführen. Durch die Weiterentwicklung der Hauptreisemittel (Kutsche und Schiffe) konnten weiter entfernte Ziele schneller erreicht werden. Bereits vor dem Anfang des Tourismus sind Menschen in Form von Pilgerreisen an Unglücksorte gereist. Orte mit religiöser Bedeutung sind oft Ziele von Pilgerreisen und nach den jeweiligen Überlieferungen oft Schauplätze von Unglücken. „Im elften Jahrhundert besuchten Menschen und Pilger oft Plätze mit religiöser Bedeutung, wie etwa Jerusalem, wo der Ort, an dem Christus gekreuzigt wurde, ein beliebter Anziehungspunkt ist.“
Vor allem die Faszination mit Tod und Unglück im 19. und 20. Jahrhundert verzeichnet einen Anstieg im Katastrophentourismus, unter anderem durch Reisen an Schauplätze großer Schlachten (sogenanntes Schlachtenbummeln).
Die Ursprünge des Bereichs des Katastrophentourismus werden auf das Konzept des dissonanten Erbes zurückgeführt. Der Begriff wurde von G. J. Ashworth (1994) geprägt und wurde als einer der wichtigsten Begriffe verwendet, aus denen der Katastrophentourismus konstruiert worden ist. Das dissonante Erbe beschreibt das Problem der Besucher dieser Schauplätze, die vergangenen Geschehnisse mit ihren Werten und Erfahrungen zu vereinen. Ein kulturelles Erbe wird vor allem dann als dissonant bezeichnet, wenn verschiedene Teilhaber an diesem Erbe unterschiedliche Ansichten über das Erbe und die damit verbundenen Ereignisse und Folgen haben.

## Katastrophentourismus und Moral
Der Hauptteil des Diskurses von Katastrophentourismus und Moral ergibt sich aus der Diskussion über die Darstellung von den dort stattgefundenen Todesfällen und dem Leid der Menschen.
Die Darstellung und Interpretation von Katastrophenorten ist vor allen Dingen in der Bildungsarbeit wichtig. Die Art und Weise, mit der etwas dargestellt wird, beeinflusst die Wahrnehmung. Die Art der Darstellung kann einen Einfluss auf das Besucheraufkommen haben.
Die meisten Reisen in Katastrophengebiete sind privater Natur. Die wenigen Reiseanbieter, die solche Reisen anbieten, verwenden Euphemismen, um ihre Produkte zu bewerben. Diese beschönigende Darstellung der Ereignisse beschreibt das Reformulieren der aufgetretenen Tragödien, um dort Vorgefallenes zu relativieren. Dies soll eine ethisch unbedenkliche und moralisch akzeptable Darstellung generieren, durch die Touristen angelockt werden sollen.
In der Mitte der 2000er Jahre fanden Wissenschaftler heraus, dass die Besucherinteressen deutlich diverser sind als zunächst angenommen. Es besteht kein direkter Zusammenhang zwischen morbider Neugier und Voyeurismus im Bezug auf die Besuchermotivation.

## Trivia
Bereits 1921 beschrieb Karl Kraus eine Anzeige in den Basler Nachrichten, mit der für Schlachtfeld-Rundfahrten im Auto! nach Verdun geworben wurde.

## Vermarktung
Die Vermarktung des Katastrophentourismus gestaltet sich subtil. Es benötigt viel Sensibilität und Respekt für die Betroffen. Des Weiteren sorgt die Subtilität dafür, dass die Touristen nicht abgeschreckt werden. Dabei ist auffällig, dass sich ein ganzer Markt um solche Orte entwickelt, es aber kaum offensichtliche Angebote gibt. Viele Websites von Reiseanbietern greifen den Katastrophentourismus sachlich auf, die Werbung für solche Orte wird dann meist geschickt und unauffällig als reine Informationskommunikation eingearbeitet.
Die Diversität des Publikums stellt eine weitere große Herausforderung dar. Es ist für das Marketing wichtig zu unterscheiden, aus welchen Gründen sich die Menschen dazu entschieden haben, diesen Ort zu besuchen. Dabei werden grundsätzlich vier Typen des Katastrophentouristen unterschieden: Die Betroffenen, sie haben einen persönlichen Bezug zum Geschehnis, die Forschenden mit geschichtlichem Interesse, Menschen die sich stark mit dem Tod verbunden fühlen und Medien als letzte Interessensgruppe.

## Vor- und Nachteile
Der Katastrophentourismus bietet generell Vor- und Nachteile. Wie die Psychologen Weidmann und Bräuninger feststellten, bot der Katastrophentourismus den Vorteil, die durch die Katastrophe verursachten Schäden finanziell auszugleichen. Die Touristen, die auf Grund der Katastrophe zu den betroffenen Orten reisen, bringen oftmals finanzielle Unterstützung und Kaufkraft mit. So wurde beispielsweise in Merapi nach einem Vulkanausbruch der Katastrophentourismus als Einnahmequelle genutzt, um die Reparaturen und etwaig verursachte Probleme finanziell zu kompensieren. Des Weiteren wird die ganze Region kommerzialisiert, was sie finanziell stabilisiert. Der Nachteil, der sich ergibt, bezieht sich auf das Abflachen des Tourismus bezüglich der Besserung der Situation. Sobald sich die Situation verbessert, besteht die Möglichkeit, dass sich der Tourismus zurückentwickelt und die darauf basierende Finanzkonstruktion zusammenfällt. Das wiederum führt zu einer finanziellen Instabilität innerhalb des Gebiets.

## Beispiele
Generell sind Ereignisse, bei denen nicht schnell beseitigbare und möglichst spektakuläre Sachschäden auftraten, für Katastrophentouristen attraktiv. Beispiele für Ereignisse, in deren Folge es zu Katastrophentourismus kam:
- Zuger Vorstadtkatastrophe im Juli 1887[8]
- Amoklauf an der Columbine High School im Jahr 1999[9]
- Katastrophe von New Orleans durch Hurrikan Katrina im August 2005[10]
- Havarie der Costa Concordia im Januar 2012[11][12]
- Gletscherschwund in den Alpen (Flirscher Ferner am Hohen Riffler in Tirol) im Jahr 2023[13]

Die Reisen ins Gebiet der Katastrophe von Tschernobyl, in die Geisterstädte Tschornobyl bzw. Prypjat bzw. Besuche im 1992 gegründeten nationalen Kiewer Tschornobyl-Museum gehören ebenso zum Katastrophentourismus.
Eine weitere Form des Katastrophentourismus beinhaltet den Besuch von Gedenkstätten wie Ground Zero oder dem Konzentrationslager Auschwitz.
Im Jahr 2018 begannen Touren, um das Katastrophengebiet von Fukushima zu besuchen.

### Schwarzer Tourismus in Japan
In Japan ist der Schwarze Tourismus, dort dâku tsûrizumu ダークツーリズム (dark tourism; der Begriff wurde von den schottischen Forschern John Lennon and Malcolm Foley 1996 geprägt) genannt, sehr populär. In den 1990er Jahren begann der Trend zur Besichtigung düsterer Orte zunächst mit einem Ruinenboom (haikyô bûmu; siehe Ikai), verbunden mit einem gesteigerten Interesse an Orten oder Gebäuden, an denen man spiritistische Phänomene vermutet, wie z. B. alten Krankenhäusern oder aufgegebenen Fabriken und verlassenen Schuleinrichtungen. Bevorzugte Reiseziele des dâku tsûrizumu sind bis heute vorzugsweise historische Stätten wie Hiroshima und Nagasaki sowie zudem die Insel Hashima 端島, auch Gunkanjima 軍艦島 genannt, eine kleine Insel vor Nagasaki, die vom Konzern Mitsubishi 1890 erworben wurde. Dort baute man von den 1930ern bis zum Ende des Zweiten Weltkriegs unter Einsatz von tausenden u. a. koreanischen Zwangsarbeitern Kohle ab. Erst 1974 schloss die Mine und der einst weltweit am dichtesten besiedelte Ort blieb als Geisterinsel zurück. Im Jahr 2009 erlaubte die Stadt Nagasaki Fährbetreibern Touristen auf die Insel zu bringen. Nach der Dreifachkatastrophe von Fukushima sind auch Fahrten zur Besichtigung der havarierten Atommeiler des Atomkraftwerks Fukushima I im Angebot des japanischen Schwarzen Tourismus.  Zu den besonders unheimlichen Plätzen Japans zählen aber auch die Matsushiro Underground Imperial Headquarters 松代大本営 Matsushiro Daihon'ei, eine unvollendete Bunkeranlage aus dem Zweiten Weltkrieg in der Präfektur Nagano und der Bergwald von Aokigahara, in dem sich etliche sterbliche Überreste von Selbstmördern befinden. Der Tourismusforscher Ide Akira 井出明 (Universität Kanazawa / Human and Socio-Environmental Studies), der als Pionier des Untersuchungsgebiets in Japan gilt und bereits mehrere, meist für den Unterhaltungsmarkt gedachte Bände zu einschlägigen Themen veröffentlicht hat, spricht die seiner Meinung nach positiven Seiten des Dark Tourism an, so z. B. den Umstand, dass die Fahrten zu den betreffenden Orten die Erinnerung an das tragische Geschehen wachhalten würden und Gelegenheit böten, die Moderne und ihre Lebensstile zu überdenken.